# دستور جمهورية الشيشان
دستور جمهورية الشيشان (بالإنجليزية: Constitution of the Chechen Republic) ((بالروسية: Конституция Чеченской Республики)‏) هو القانون الأساسي لجمهورية الشيشان، روسيا. وقد اعتُمد في 23 آذار / مارس 2003 في استفتاء.

## نظرة تاريخية
جاءت الفكرة لإنشاء الدستور عام 2002. وهكذا حيث تم عقد مؤتمر للشعب الشيشاني في Gudermeem ، وتقرر تطوير قانونها الجمهوري وتشكيل سلطات شرعية. ثم تم تعيين أحمد حجي قاديروف لمنصب رئيس جمهورية الشيشان. وكان بموجب مرسومه إنشاء اللجنة الدستورية، التي تضمنت شخصيات سياسية واجتماعية وعلمية. تم اختبار دستور الشيشان في مختلف مجموعات الخبراء وتم اعتماد دستور جمهورية الشيشان في 23 مارس 2003 تؤثر التغييرات في دستور جمهورية الشيشان على عدد من مواد قانون الجمهورية، وجمهورية الشيشان المتعلقة بالانتخابات الرئاسية، ومدة ولاية الرئيس والبرلمان، فضلاً عن أحكام الهيئات التشريعية. كان من المقرر زيادة فترة ولاية الرئيس وأعضاء البرلمان في جمهورية الشيشان من أربع إلى خمس سنوات.

## مواد الدستور
يتكون الدستور في الشيشان من الاقسام التالية:
- الديباجة
- قسمين
- 9 فصول
- 112 مادة

### التعديلات
نشأت الحاجة إلى تعديل وتنقيح بعض أحكام دستور الشيشان من حقيقة أنه منذ اعتماد الاستفتاء في مارس 2003 على دستور جمهورية الشيشان في التشريع الاتحادي كان تغييرًا في الأمور المتعلقة بانتخاب رؤساء رعايا الاتحاد الروسي وبعض القوانين الأخرى. كانت المهمة الرئيسية هي جعل دستور جمهورية الشيشان متوافقًا مع القانون الأساسي للاتحاد الروسي.

## الروابط الخارجية
- دستور جمهورية الشيشان في الموقع الرسمي لرئيس الجمهورية
- دستور روسيا